# Lestricus secalis
Lestricus secalis är en stekelart som först beskrevs av Carl von Linné 1758.  Lestricus secalis ingår i släktet Lestricus och familjen bracksteklar. Arten är reproducerande i Sverige. Inga underarter finns listade i Catalogue of Life.